# 5806 Archieroy
Archieroy (asteroide 5806) é um asteroide da cintura principal, a 1,8909813 UA. Possui uma excentricidade de 0,0365844 e um período orbital de 1 004,38 dias (2,75 anos).
Archieroy tem uma velocidade orbital média de 21,25964255 km/s e uma inclinação de 20,81925º.
Este asteroide foi descoberto em 11 de Janeiro de 1986 por Edward Bowell.